# Równoległościan

Romboedr

Szczególny przypadek równoległościanu – sześcian foremny

Równoległościan – wielościan o trzech parach równoległych przeciwległych ścian. Ściany równoległościanu są równoległobokami. Równoległościan ma 8 wierzchołków i 12 krawędzi.
Jeśli ściany równoległościanu są rombami, to nazywa się on romboedrem, jeśli prostokątami – prostopadłościanem, jeśli kwadratami – sześcianem (foremnym).

## Własności
Równoległościan można rozpiąć na dowolnych trzech niezerowych i niezawartych w jednej płaszczyźnie wektorach o wspólnym początku. „Rozpinanie” oznacza utworzenie wielościanu, którego krawędzie są równoległe do zadanych wektorów i mają tę samą długość.
Przekątne równoległościanu przecinają się w jednym punkcie, znajdującym się w połowie każdej z nich.
Objętość równoległościanu jest dana wzorem V = S×h, gdzie S jest powierzchnią podstawy, a h – wysokością; jako podstawę można tu wziąć jakąkolwiek ścianę, a wysokość jest odległością między płaszczyzną tej podstawy a płaszczyzną ściany przeciwległej do podstawy.